# ダリエン県
ダリエン県（ダリエンけん、Provincia de Darién）は、パナマ東部の県。同国では面積が最大の県である。この地はダリエン地峡と呼ばれる、高温多湿で熱帯雨林に覆われた地域であり、人口はまばらである。北から続いてきたパン・アメリカン・ハイウェイもここで途切れている。

## 歴史
1501年、最初のヨーロッパ人がこの地域を発見し、1503年、クリストファー・コロンブスが4度目の航海でやって来た。1510年、スペイン人はダリエンに南米で初のヨーロッパ人植民地サンタ・マリーア・ラ・アンティグア・デル・ダリエン(Santa María la Antigua del Darién)を建設した。しかし入植は上手くいかず、すぐに放棄された。1513年、サンタ・マリーアの町をバスコ・ヌーニェス・デ・バルボアが出発して、太平洋を発見している。1519年、サンタ・マリーアからの難民も、シウダ・デ・パナマ設立のために駆けつけた。
1698年、スコットランド人がダリエン植民地化の試み（ダリエン計画(Darién scheme)）を開始した。しかし遅すぎて失敗に終わり、1707年の合同法が制定され、スコットランド議会(Parliament of Scotland)が英国に加わることとなった。

## 地理
現在、ダリエン県の県庁はラ・パルマであり、トゥイラ川(Tuira River)がサン・ミゲル湾(Bay of San Miguel)に注ぐ場所に位置している。

## 隣接する県
- クナ・ヤラ自治県
- エンベラ自治県
- チョコ県
- パナマ県

## 下位行政区画
1. Chepigana District
2. Pinogana District
3. Santa Fe District

## 関連事項
- バスコ・ヌーニェス・デ・バルボア
- パナマの行政区画